# Singnàtids

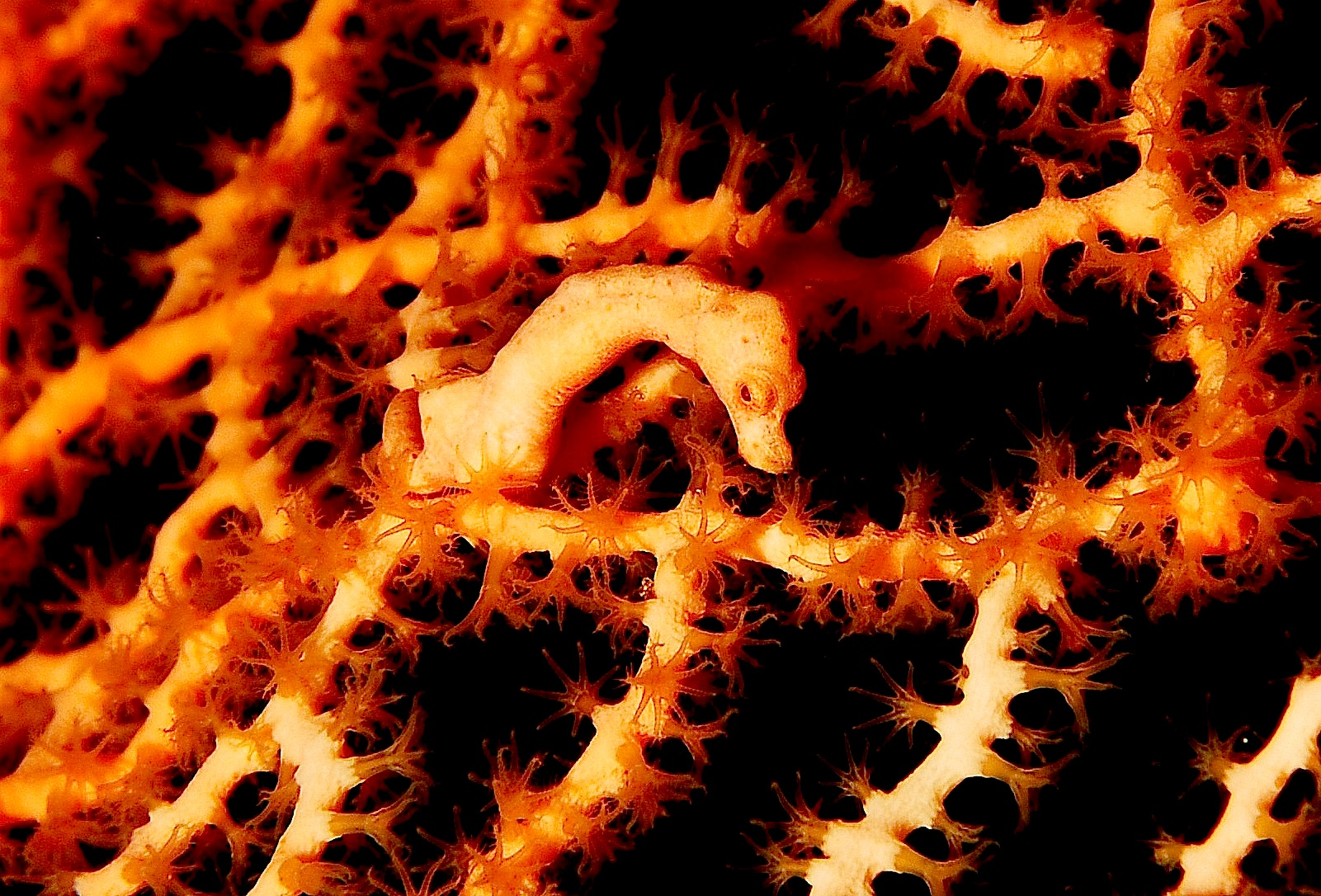
Hippocampus denise

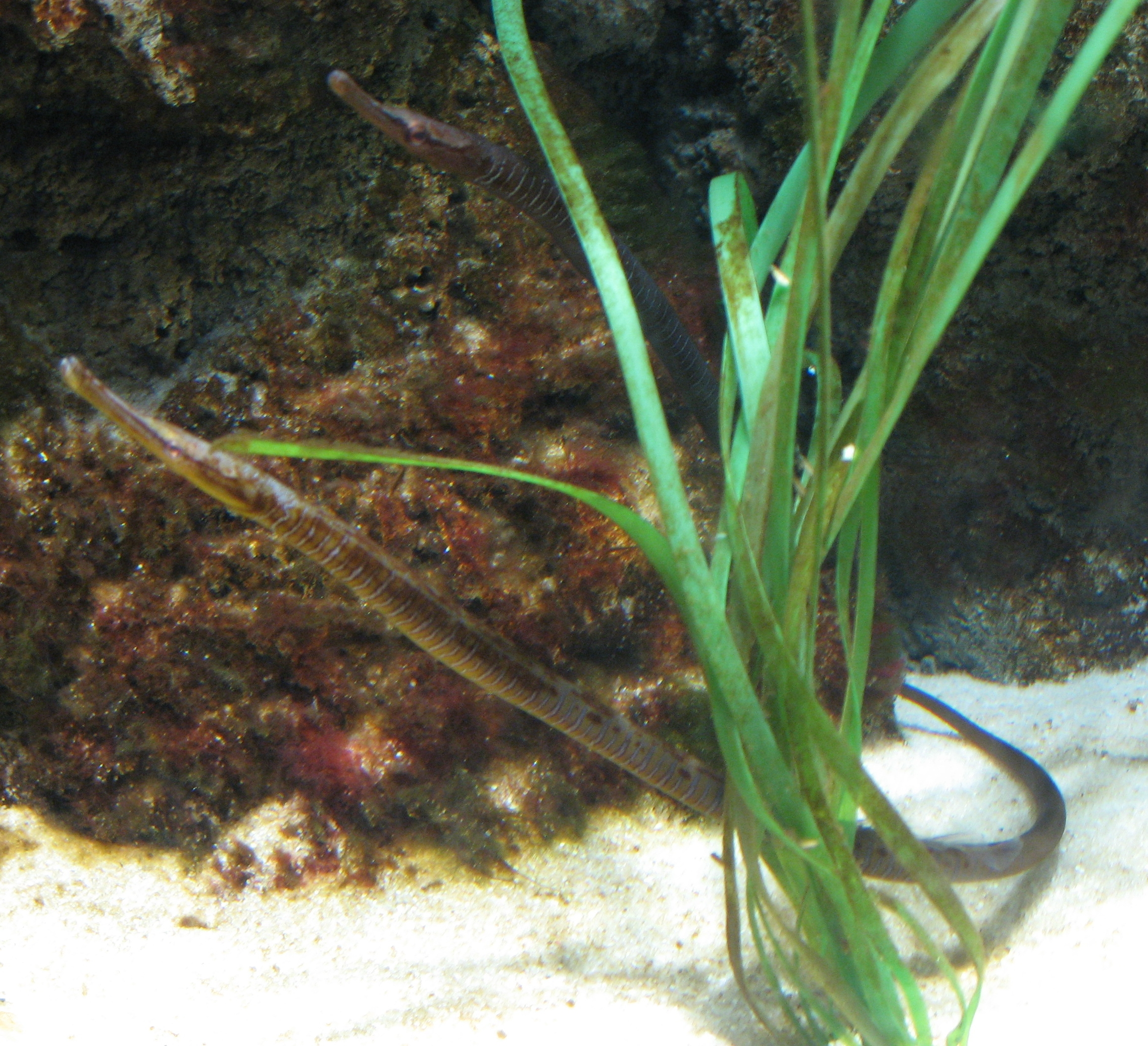
Entelurus aequoreus

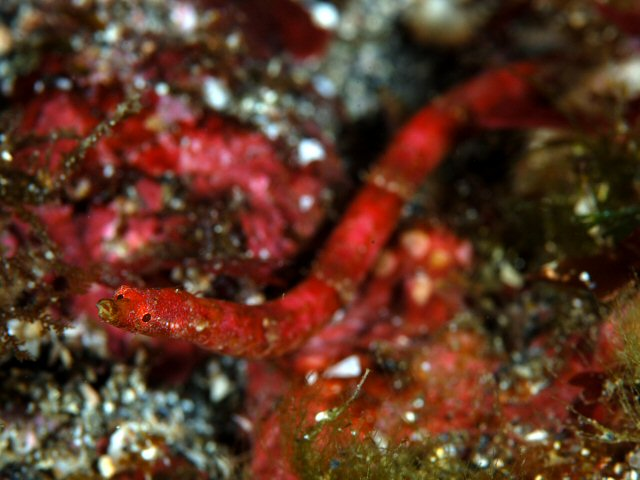
Halicampus boothae

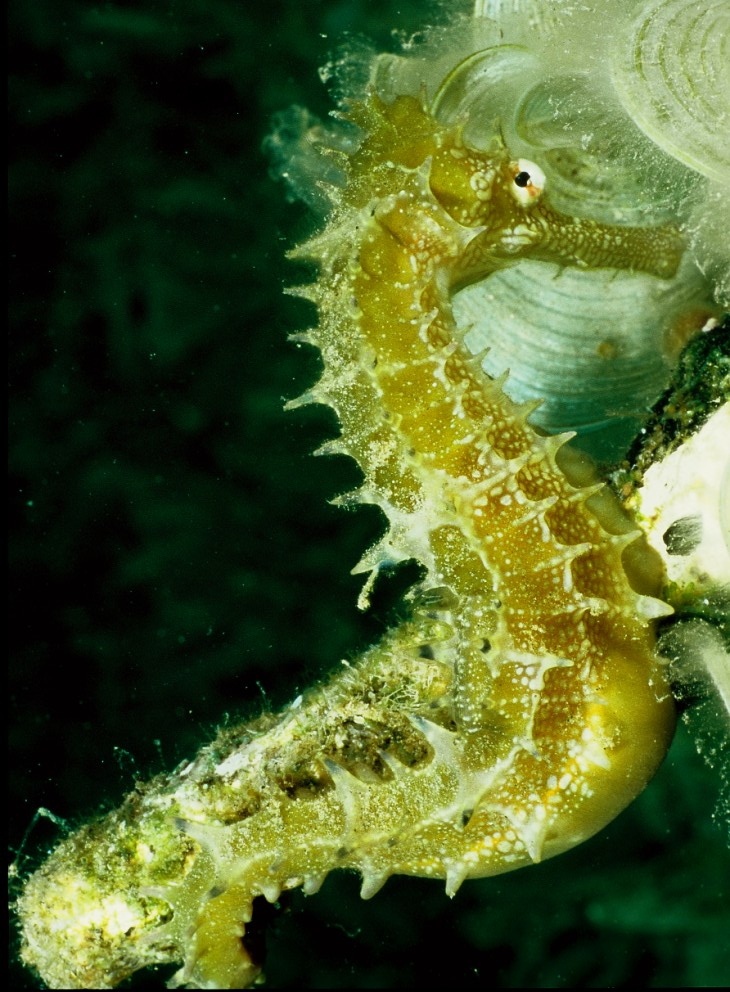
Hippocampus jayakari fotografiat a Egipte.

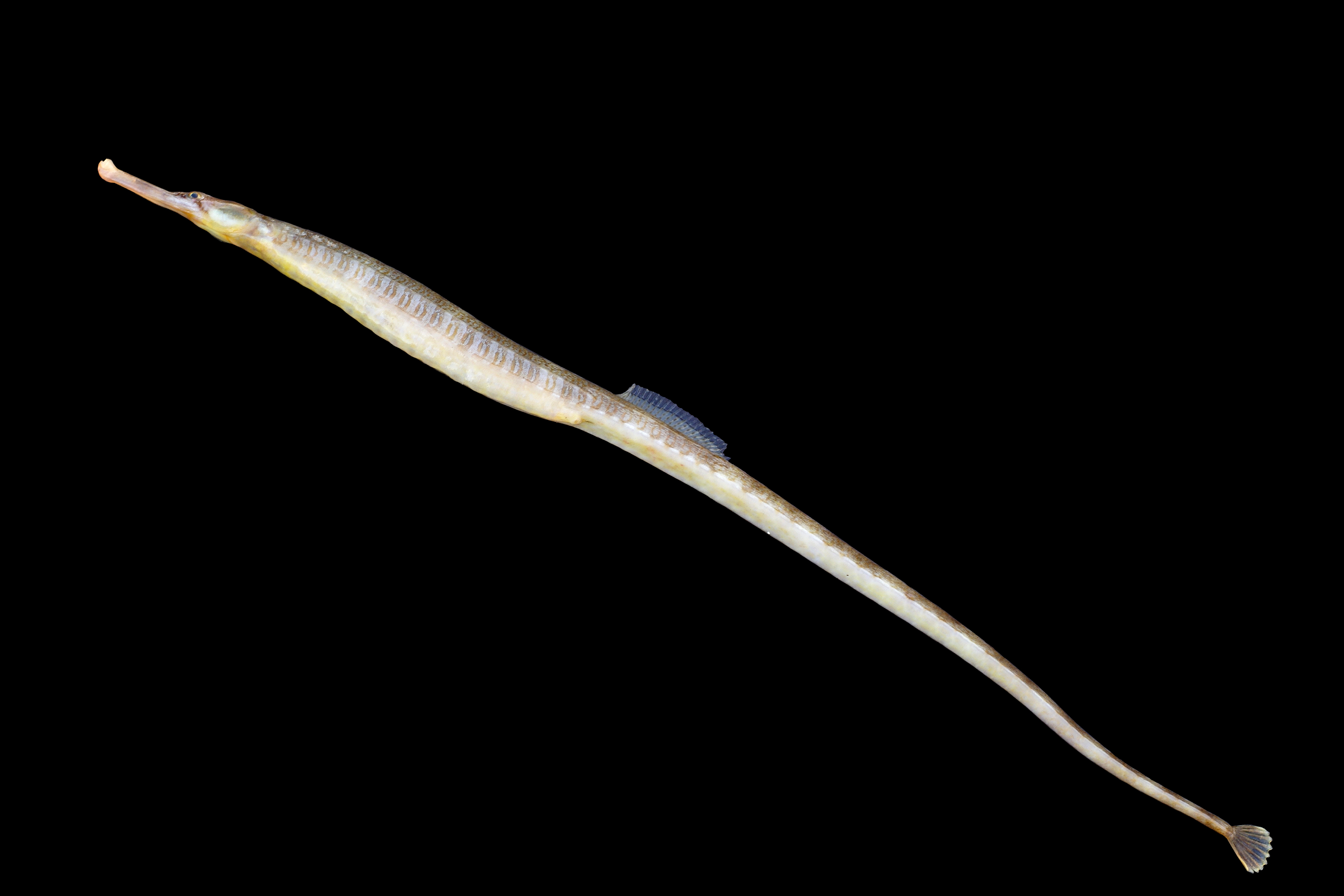
Syngnathus acus fotografiat al sud de la Mar del Nord.

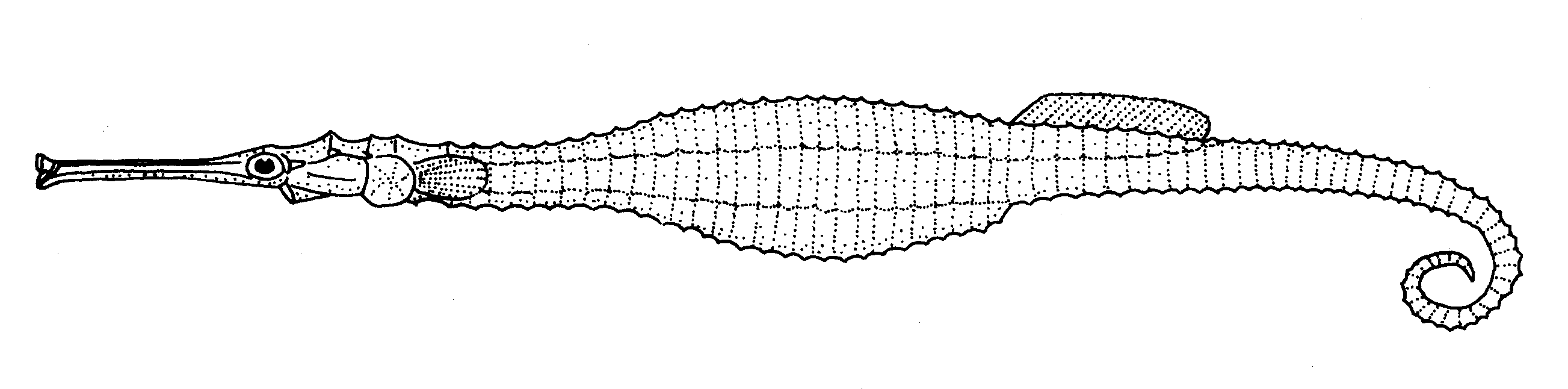
Solegnathus spinosissimus

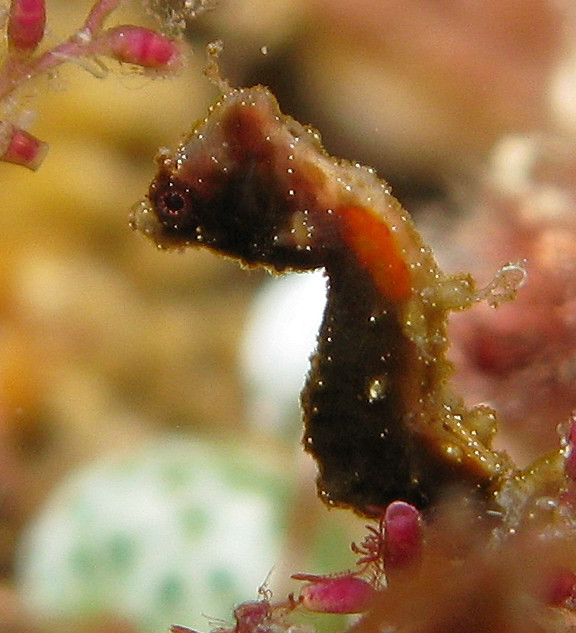
Hippocampus pontohi

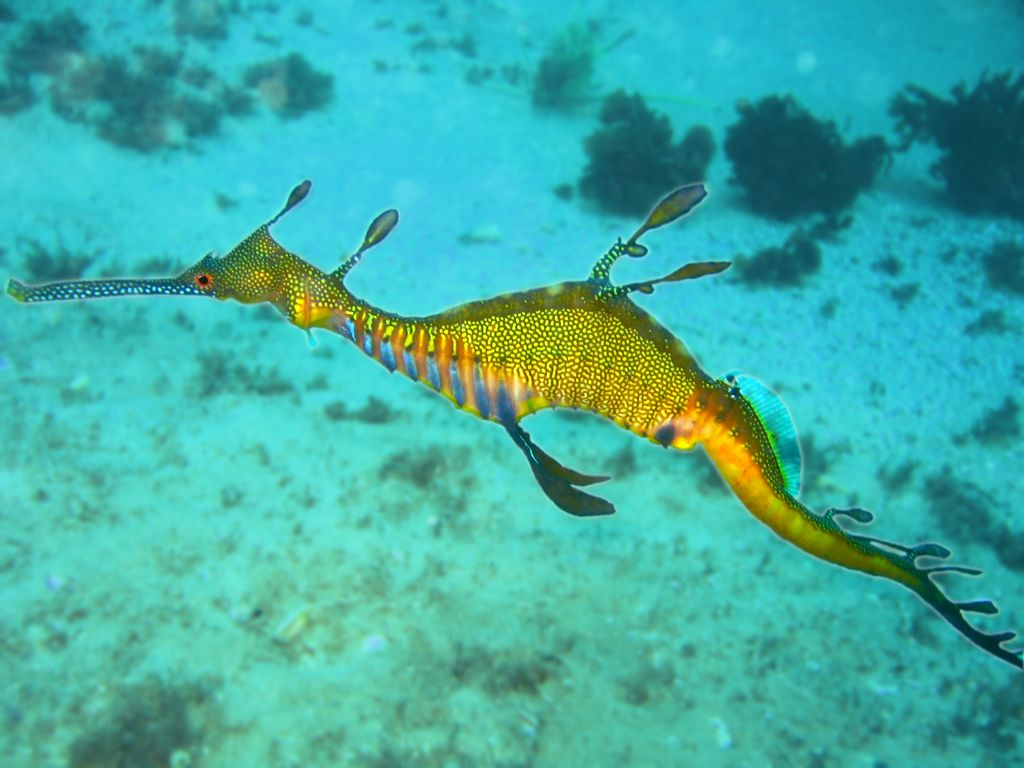
Cavallet de mar d'algues (Phyllopteryx taeniolatus) fotografiat a la costa de Sydney (Austràlia).

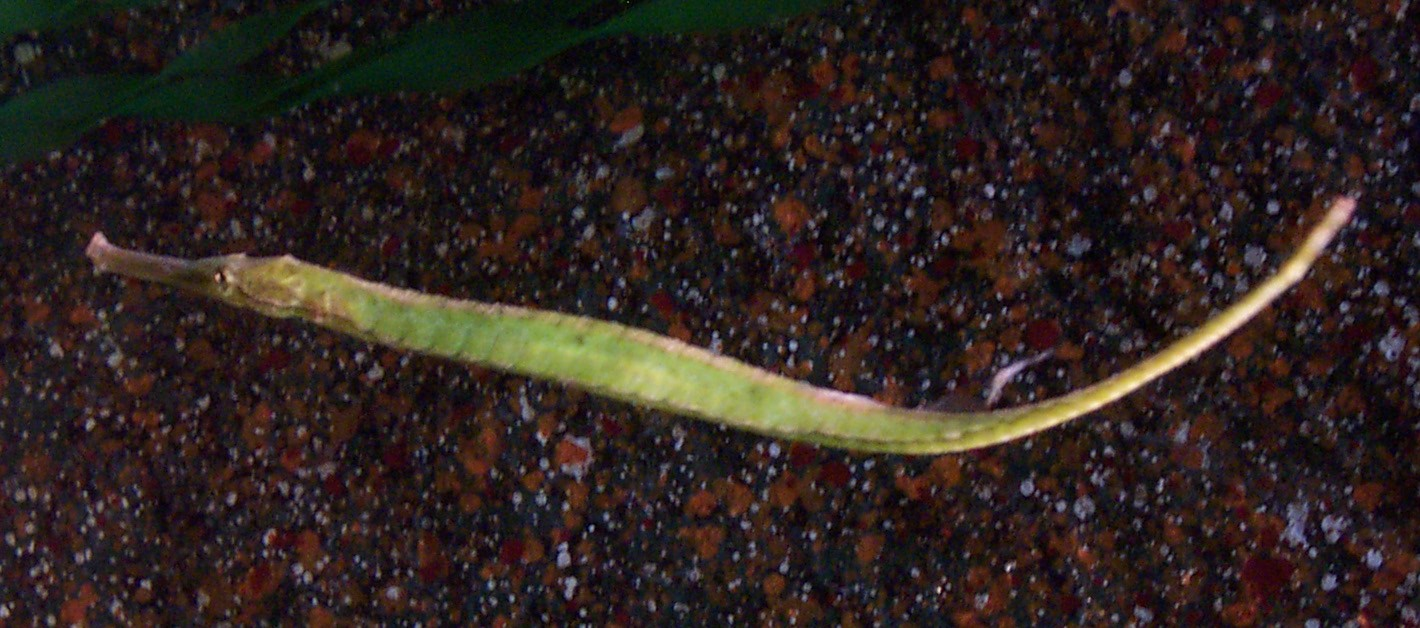
Syngnathoides biaculeatus

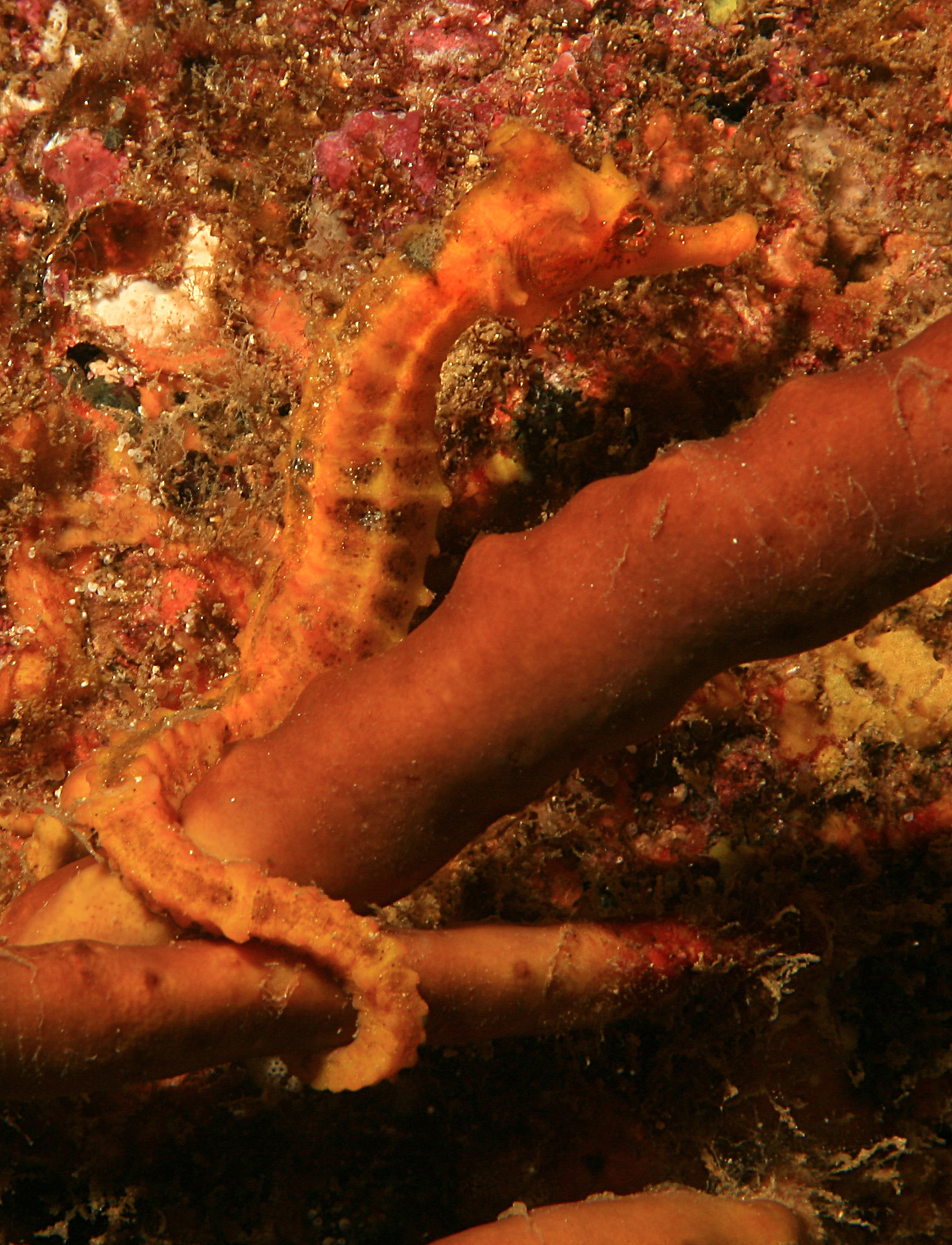
Hippocampus ingens fotografiat a Panamà.

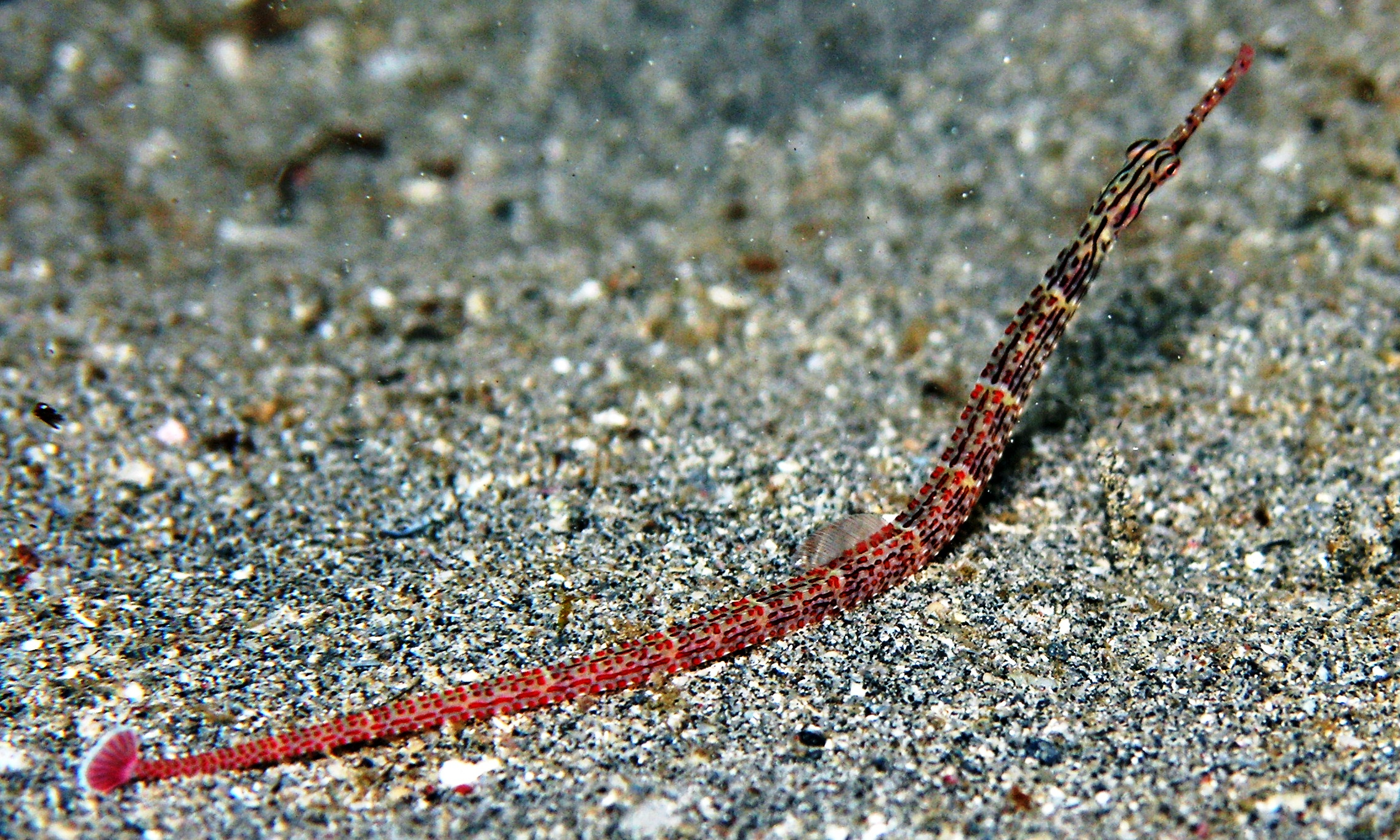
Corythoichthys schultzi fotografiat al nord de l'illa de Cèlebes (Indonèsia)

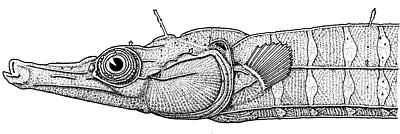
Cosmocampus albirostris

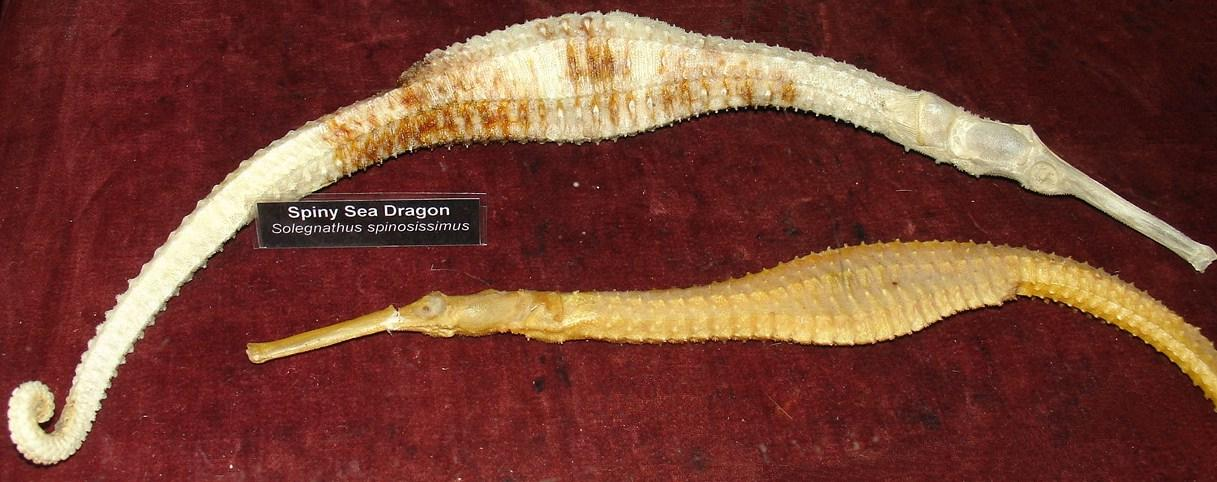
Solegnathus spinosissimus

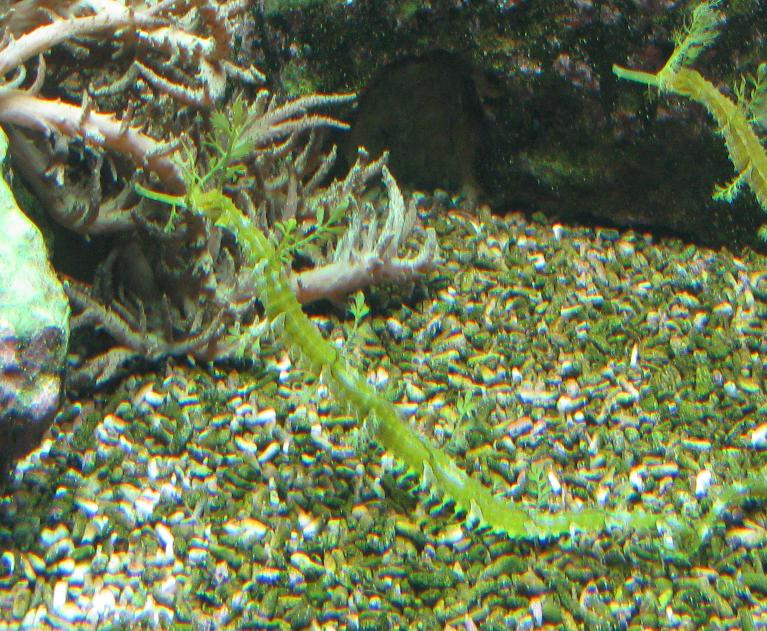
Haliichthys taeniophorus

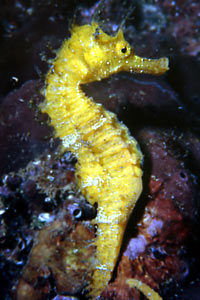
Hippocampus guttulatus

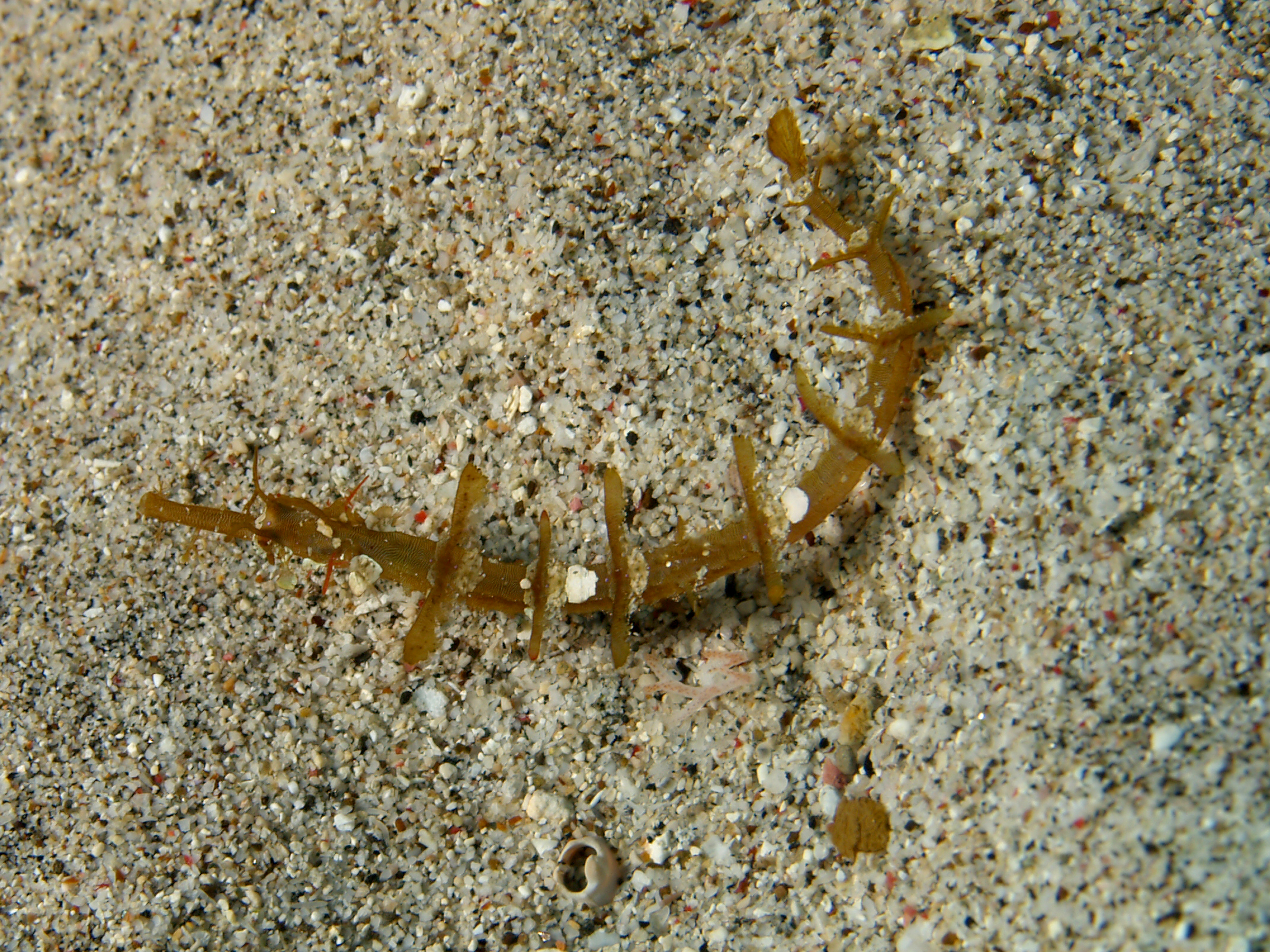
Halicampus macrorhynchus

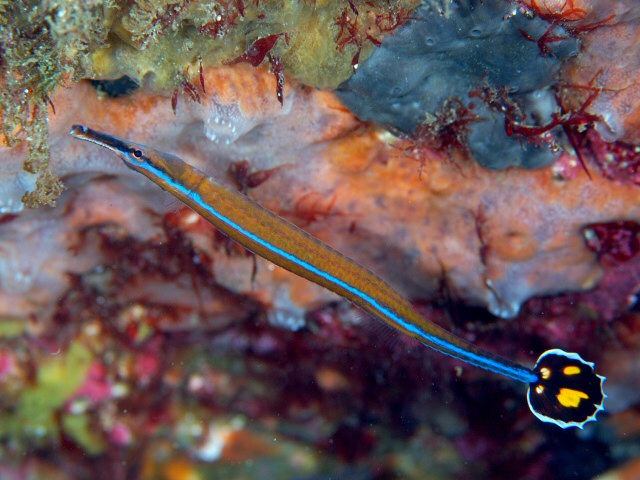
Doryrhamphus japonicus

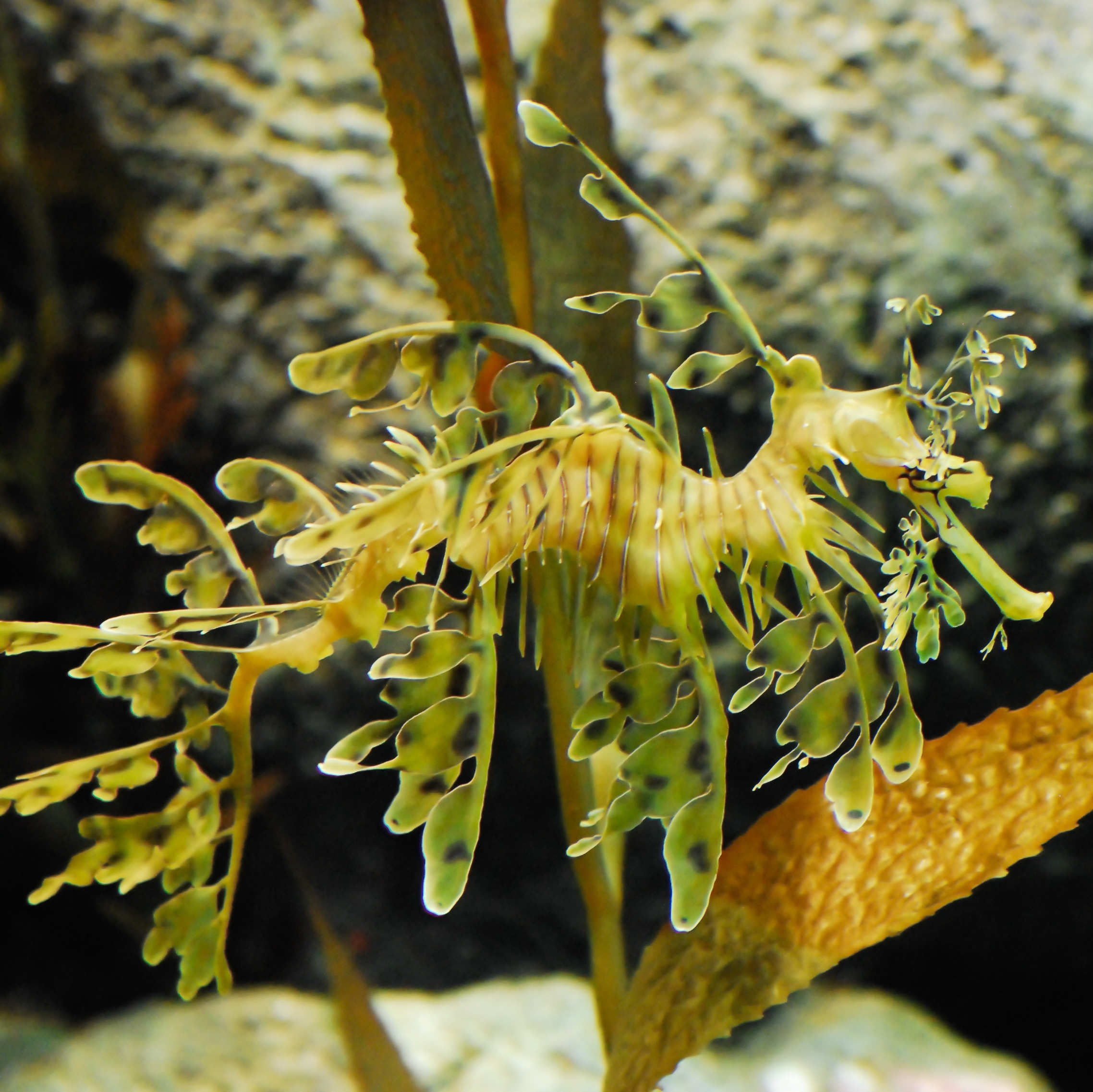
Cavallet de mar foliaci (Phycodurus eques)

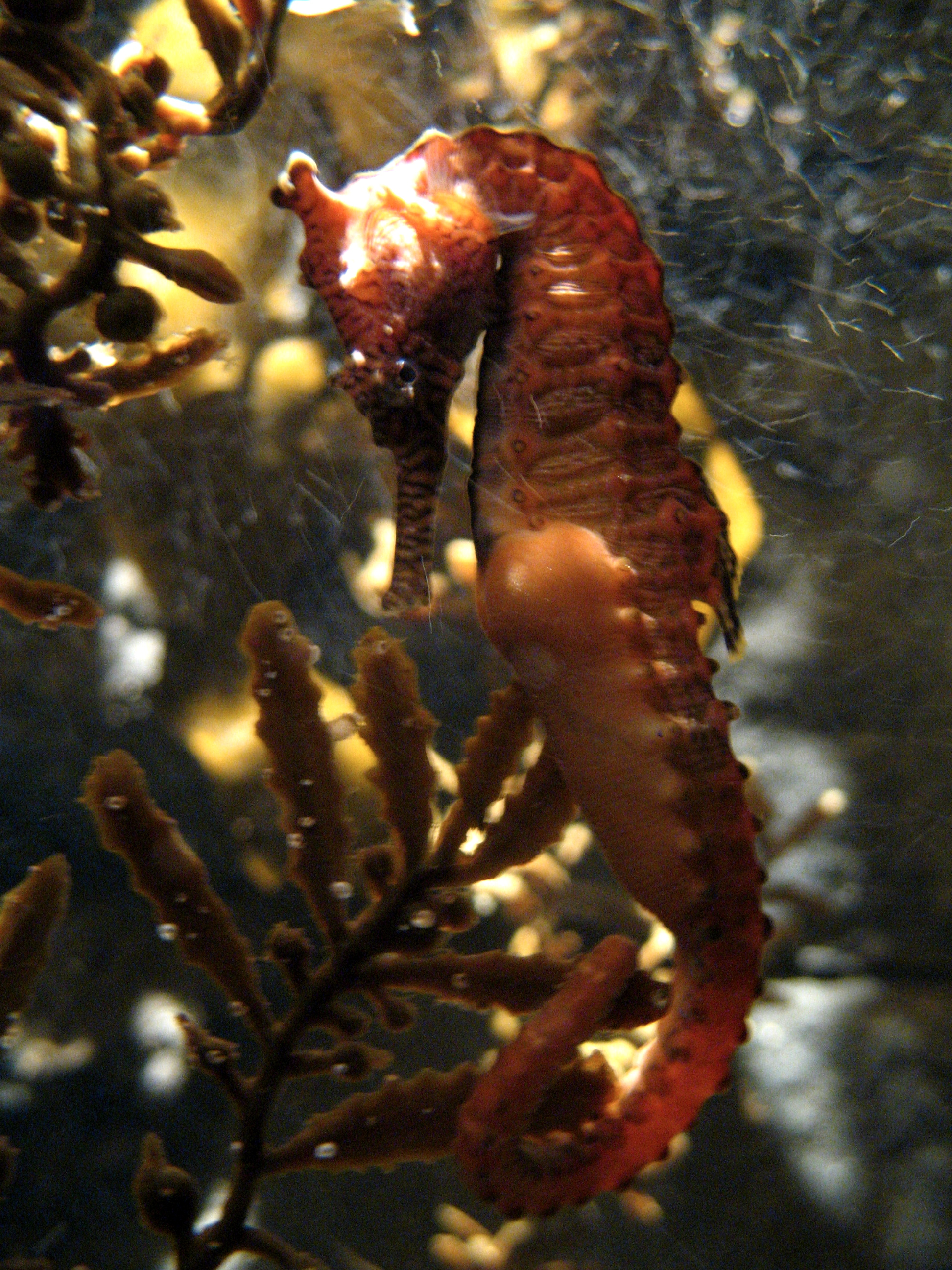
Hippocampus elongatus

Els singnàtids (Syngnathidae) són una família de peixos teleostis de l'ordre dels singnatiformes.

## Morfologia
- Tenen un cos molt allargat i prim, de secció poligonal i cobert de plaques òssies disposades en anells, que fan una mena de cuirassa contínua.
- Sense línia lateral.
- Cua, proveïda o no d'aleta, eventualment prènsil.
- Una sola aleta dorsal amb radis tous, la qual fa moure el cos. Les pectorals, l'anal i la caudal són petites o manquen. Les ventrals manquen sempre.
- Ulls molt mòbils.
- L'obertura branquial està reduïda a un petit forat situat darrere el marge superior de l'opercle i, a més, tenen laminetes branquials en forma de plomall.
- Presenten les mandíbules soldades en forma tubular amb una boca terminal molt petita i sense dents.
- Els mascles tenen, generalment, una bossa o cambra incubadora abdominal, on els ous, deixats per la femella, s'obren i es desenvolupen; si no hi ha bossa, els ous són enganxats sobre el ventre.
- La bossa incubadora està formada per dos plecs cutanis que s'originen sobre les crestes làtero-ventrals d'un cert nombre dels anells anteriors de la regió caudal. Els plecs s'uneixen pel seu marge exterior deixant un forat situat una mica per darrere l'anus i els porus urogenitals. Únicament en el gènere Hippocampus hi ha una soldadura completa dels plecs cutanis. En els altres gèneres queden simplement en contacte durant la incubació.[1]

## Hàbitat
Habiten les zones costaneres poc profundes i poques espècies penetren a les aigües dolces o salabroses. Prefereixen els llocs protegits enmig de les plantes aquàtiques, entre les quals es camuflen de manera excel·lent mercès a la forma del seu cos.

## Espècies representatives dels Països Catalans
A la Mar Catalana n'hi ha tres gèneres: Hippocampus (amb dues espècies), Nerophis (amb tres) i Syngnathus (amb cinc), essent-ne l'agulleta de mar, la serpeta, el serpetó i el cavall marí les espècies més comunes.

## Taxonomia
- Subfamília Hippocampinae
  - Gènere Hippocampus (Rafinesque, 1810)[4]
  - Gènere Histiogamphelus (McCulloch, 1914)[5]
    - Histiogamphelus briggsii (McCulloch, 1914)
    - Histiogamphelus cristatus (Macleay, 1881)
- Subfamília Syngnathinae
  - Gènere Acentronura (Kaup, 1953)[6]
    - Acentronura gracilissima (Temminck & Schlegel, 1850)[7]
    - Acentronura tentaculata (Günther, 1870)[8][9]

  - Gènere Anarchopterus (Hubbs, 1935)[10]
    - Anarchopterus criniger (Bean & Dresel, 1884)
    - Anarchopterus tectus (Dawson, 1978)

  - Gènere Apterygocampus (Weber, 1993)[11]
    - Apterygocampus epinnulatus (Weber, 1913)

  - Gènere Bhanotia (Hora, 1926)[12]
    - Bhanotia fasciolata (Duméril, 1870)[13][14][15][16]
    - Bhanotia nuda (Dawson, 1978)[17]
    - Bhanotia pauciradiata (Allen & Kuiter, 1995)[18]

  - Gènere Bryx (Herald, 1940)[19]
    - Bryx analicarens (Duncker, 1915)[20]
    - Bryx dunckeri (Metzelaar, 1919)[21]
    - Bryx heraldi (Fritzsche, 1980)[22]
    - Bryx randalli (Herald, 1965)[23]
    - Bryx veleronis (Herald, 1940)[24]

  - Gènere Bulbonaricus (Herald "a" Schultz, Herald, Lachner, Welander i Woods, 1953)[25]
    - Bulbonaricus brauni (Dawson & Allen, 1978)[26][27]
    - Bulbonaricus brucei (Dawson, 1984)[28]
    - Bulbonaricus davaoensis (Herald, 1953)[29]

  - Gènere Campichthys (Whitley, 1931)[30]
    - Campichthys galei (Duncker, 1909)
    - Campichthys nanus (Dawson, 1977)
    - Campichthys tricarinatus (Dawson, 1977)
    - Campichthys tryoni (Ogilby, 1890)

  - Gènere Choeroichthys (Kaup, 1856)[31]
    - Choeroichthys brachysoma (Bleeker, 1855)[32]
    - Choeroichthys cinctus (Dawson, 1976)
    - Choeroichthys latispinosus (1978)[33]
    - Choeroichthys sculptus (Günther, 1870)[34]
    - Choeroichthys smithi (Dawson, 1976)
    - Choeroichthys suillus (Whitley, 1951)

  - Gènere Corythoichthys (Kaup, 1853)[35]
    - Corythoichthys amplexus (Dawson & Randall, 1975)[36]
    - Corythoichthys benedetto (Allen & Erdmann, 2008)[37]
    - Corythoichthys flavofasciatus (Rüppell, 1838)[38]
    - Corythoichthys haematopterus (Bleeker, 1851)[39]
    - Corythoichthys insularis (Dawson, 1977)
    - Corythoichthys intestinalis (Ramsay, 1881)
    - Corythoichthys nigripectus (Herald, 1953)[40]
    - Corythoichthys ocellatus (Herald, 1953)
    - Corythoichthys paxtoni (Dawson, 1977)
    - Corythoichthys polynotatus (Dawson, 1977)
    - Corythoichthys schultzi (Herald, 1953)[40]

  - Gènere Cosmocampus (Dawson, 1979)[41]
    - Cosmocampus albirostris (Kaup, 1856)
    - Cosmocampus arctus (Jenkins & Evermann, 1889)
    - Cosmocampus balli (Fowler, 1925)
    - Cosmocampus banneri (Herald & Randall, 1972)
    - Cosmocampus brachycephalus (Poey, 1868)
    - Cosmocampus darrosanus (Dawson & Randall, 1975)
    - Cosmocampus elucens (Poey, 1868)
    - Cosmocampus hildebrandi (Herald, 1965)
    - Cosmocampus howensis (Whitley, 1948)
    - Cosmocampus investigatoris (Hora, 1926)
    - Cosmocampus maxweberi (Whitley, 1933)
    - Cosmocampus profundus (Herald, 1965)
    - Cosmocampus retropinnis (Dawson, 1982)

  - Gènere Doryichthys (Kaup, 1953)[35]
    - Doryichthys boaja (Bleeker, 1851)[42]
    - Doryichthys contiguus (Kottelat, 2000)[43]
    - Doryichthys deokhatoides (Bleeker, 1853)
    - Doryichthys heterosoma (Bleeker, 1851)
    - Doryichthys martensii (Peters, 1868)

  - Gènere Doryrhamphus (Kaup, 1856)[44]
    - Doryrhamphus aurolineatus (Randall & Earle, 1994)[45]
    - Doryrhamphus baldwini (Herald & Randall, 1972)
    - Doryrhamphus bicarinatus (Dawson, 1981)
    - Doryrhamphus chapmani (Herald, 1953)
    - Doryrhamphus excisus (Kaup, 1856)[46]
    - Doryrhamphus janssi (Herald & Randall, 1972)[47]
    - Doryrhamphus japonicus (Araga & Yoshino, 1975)[48]
    - Doryrhamphus melanopleura (Bleeker, 1858)[49]
    - Doryrhamphus multiannulatus (Regan, 1903)[50]
    - Doryrhamphus negrosensis (Herre, 1934)[51]
    - Doryrhamphus pessuliferus (Fowler, 1938)

  - Gènere Dunckerocampus (Whitley, 1933)[52]
    - Dunckerocampus boylei (Kuiter, 1998)
    - Dunckerocampus dactyliophorus (Bleeker, 1853)[53]
    - Dunckerocampus naia (Allen & Kuiter, 2004)[54]

  - Gènere Enneacampus (Dawson, 1981)[55]
    - Enneacampus ansorgii (Boulenger, 1910)[56]
    - Enneacampus kaupi (Bleeker, 1863)[57]

  - Gènere Entelurus (Duméril, 1870)[58]
    - Entelurus aequoreus (Linnaeus, 1758)

  - Gènere Festucalex (Whitley, 1991)[30]
    - Festucalex cinctus (Ramsay, 1882)
    - Festucalex erythraeus (Gilbert, 1905)
    - Festucalex gibbsi (Dawson, 1977)
    - Festucalex prolixus (Dawson, 1984)[59]
    - Festucalex scalaris (Günther, 1870)
    - Festucalex wassi (Dawson, 1977)

  - Gènere Filicampus (Whitley, 1948)[60]
    - Filicampus tigris (Castelnau, 1879)

  - Gènere Halicampus (Kaup, 1856)[44]
    - Halicampus boothae (Whitley, 1964)
    - Halicampus brocki (Herald, 1953)
    - Halicampus dunckeri (Chabanaud, 1929)
    - Halicampus edmondsoni (Pietschmann, 1928)
    - Halicampus grayi (Kaup, 1856)
    - Halicampus macrorhynchus (Bamber, 1915)[61]
    - Halicampus marquesensis (Dawson, 1984)
    - Halicampus mataafae (Jordan & Seale, 1906)
    - Halicampus nitidus (Günther, 1873)
    - Halicampus punctatus (Kamohara, 1952)
    - Halicampus spinirostris (Dawson & Allen, 1981)
    - Halicampus zavorensis (Dawson, 1984)

  - Gènere Haliichthys (Gray, 1859)[62]
    - Haliichthys taeniophorus (Gray, 1859)

  - Gènere Heraldia (Paxton, 1975)[63]
    - Heraldia nocturna (Paxton, 1975)

  - Gènere Hippichthys (Bleeker, 1849)[64]
    - Hippichthys cyanospilos (Bleeker, 1854)
    - Hippichthys heptagonus (Bleeker, 1849)
    - Hippichthys parvicarinatus (Dawson, 1978)
    - Hippichthys penicillus (Cantor, 1849)
    - Hippichthys spicifer (Rüppell, 1838)

  - Gènere Hypselognathus (Whitley, 1948)[65]
    - Hypselognathus horridus (Dawson & Glover, 1982)[66]
    - Hypselognathus rostratus (1921)[67]

  - Gènere Ichthyocampus (Kaup, 1853)[6]
    - Ichthyocampus bikiniensis (Herald, 1953)
    - Ichthyocampus carce (Hamilton, 1822)

  - Gènere Kaupus (Whitley, 1971)[68]
    - Kaupus costatus (Waite & Hale, 1921)

  - Gènere Kimblaeus (Dawson, 1980)[69]
    - Kimblaeus bassensis (Dawson, 1980)

  - Gènere Kyonemichthys (Gomon, 2007)[70]
    - Kyonemichthys rumengani (Gomon, 2007)

  - Gènere Leptoichthys (Kaup, 1853)[35]
    - Leptoichthys fistularius (Kaup, 1853)

  - Gènere Leptonotus (Kaup, 1853)[35]
    - Leptonotus blainvilleanus (Eydoux & Gervais, 1837)
    - Leptonotus elevatus (Hutton, 1872)
    - Leptonotus norae (Waite, 1910)

  - Gènere Lissocampus (Waite i Hale, 1921)[71]
    - Lissocampus bannwarthi (Duncker, 1915)
    - Lissocampus caudalis (Waite & Hale, 1921)
    - Lissocampus fatiloquus (Whitley, 1943)
    - Lissocampus filum (Günther, 1870)
    - Lissocampus runa (Whitley, 1931)

  - Gènere Maroubra (Whitley, 1948)[65]
    - Maroubra perserrata (Whitley, 1948)
    - Maroubra yasudai (Dawson, 1983)

  - Gènere Micrognathus (Duncker, 1912)[72]
    - Micrognathus andersonii (Bleeker, 1858)[49]
    - Micrognathus brevirostris (Rüppell, 1838)[73]
    - Micrognathus crinitus (Jenyns, 1842)[46]
    - Micrognathus erugatus (Herald & Dawson, 1974)[74]
    - Micrognathus micronotopterus (Fowler, 1938)[75]
    - Micrognathus natans (Dawson, 1982)[76]

  - Gènere Microphis (Kaup, 1853)[35]
    - Microphis argulus (Peters, 1855)
    - Microphis brachyurus (Bleeker, 1853)
      - Microphis brachyurus aculeatus (Kaup, 1856)
      - Microphis brachyurus brachyurus (Bleeker, 1853)
      - Microphis brachyurus lineatus (Kaup, 1856)
      - Microphis brachyurus millepunctatus (Kaup, 1856)[77]

    - Microphis brevidorsalis (de Beaufort, 1913)
    - Microphis caudocarinatus (Weber, 1907)
    - Microphis cruentus (Dawson & Fourmanoir, 1981)
    - Microphis cuncalus (Hamilton, 1822)
    - Microphis deocata (Hamilton, 1822)
    - Microphis dunckeri (Prashad & Mukerji, 1929)
    - Microphis fluviatilis (Peters, 1852)
    - Microphis insularis (Hora, 1925)
    - Microphis jagorii (Peters, 1869)
    - Microphis leiaspis (Bleeker, 1853)
    - Microphis manadensis (Bleeker, 1856)
    - Microphis mento (Bleeker, 1856)
    - Microphis ocellatus (Duncker, 1910)
    - Microphis pleurostictus (Peters, 1868)
    - Microphis retzii (Bleeker, 1856)
    - Microphis spinachioides (Duncker, 1915)

  - Gènere Minyichthys (Herald i Randall, 1972)[78]
    - Minyichthys brachyrhinus (Herald, 1953)[79]
    - Minyichthys inusitatus (Dawson, 1983)[80]
    - Minyichthys myersi (Herald & Randall, 1972)[47]
    - Minyichthys sentus (Dawson, 1982)[81]

  - Gènere Mitotichthys (Whitley, 1948)[82]
    - Mitotichthys meraculus (Whitley, 1948)[83]
    - Mitotichthys mollisoni (Scott, 1955)[84]
    - Mitotichthys semistriatus (Kaup, 1856)[46]
    - Mitotichthys tuckeri (Scott, 1942)[85]

  - Gènere Nannocampus (Günther, 1877)[86]
    - Nannocampus elegans (Smith, 1961)[87]
    - Nannocampus pictus (Duncker, 1915)[20]
    - Nannocampus subosseus (Günther, 1870)[8]
    - Nannocampus weberi (Duncker, 1915)[20]

  - Gènere Nerophis (Rafinesque, 1810)[88]
    - Nerophis lumbriciformis (Jenyns, 1835)[89]
    - Serpetó (Nerophis maculatus) (Rafinesque, 1810)[90]
    - Serpeta (Nerophis ophidion) (Linnaeus, 1758)[91]

  - Gènere Notiocampus (Dawson, 1979)[92]
    - Notiocampus ruber (Ramsay & Ogilby, 1886)

  - Gènere Penetopteryx (Lunel, 1881)[93]
    - Penetopteryx nanus (Rosén, 1911)
    - Penetopteryx taeniocephalus (Lunel, 1881)

  - Gènere Phoxocampus (Dawson, 1977)[94]
    - Phoxocampus belcheri (Kaup, 1856)[95]
    - Phoxocampus diacanthus (Schultz, 1943)[96][97]
    - Phoxocampus tetrophthalmus (Bleeker, 1858)[49]

  - Gènere Phycodurus (Gill, 1896)[98]
    - Phycodurus eques (Günther, 1865)

  - Gènere Phyllopteryx (Swainson, 1839)[99]
    - Phyllopteryx taeniolatus (Lacépède, 1804)

  - Gènere Pseudophallus (Herald, 1940)[100]
    - Pseudophallus brasiliensis (Dawson, 1974)[101]
    - Pseudophallus elcapitanense (Meek & Hildebrand, 1914)[102]
    - Pseudophallus mindii (Meek & Hildebrand, 1923)[103]
    - Pseudophallus starksii (Jordan & Culver, 1895)[104]

  - Gènere Pugnaso (Whitley, 1948)[65]
    - Pugnaso curtirostris (Castelnau, 1872)

  - Gènere Siokunichthys (Herald "a" Schultz, Herald, Lachner, Welander i Woods, 1953)[105]
    - Siokunichthys bentuviai (Clark, 1966)
    - Siokunichthys breviceps (Smith, 1963)
    - Siokunichthys herrei (Herald, 1953)
    - Siokunichthys nigrolineatus (Dawson, 1983)
    - Siokunichthys southwelli (Duncker, 1910)

  - Gènere Solegnathus (Swainson, 1839)[99]
    - Solegnathus dunckeri (Whitley, 1927)[106]
    - Solegnathus hardwickii (Gray, 1830)[107]
    - Solegnathus lettiensis (Bleeker, 1860)[108]
    - Solegnathus robustus (McCulloch, 1911)[109]
    - Solegnathus spinosissimus (Günther, 1870)[8]

  - Gènere Stigmatopora (Kaup, 1853)[35]
    - Stigmatopora argus (Richardson, 1840)[110]
    - Stigmatopora farinosa (Browne & Smith, 2007)[111]
    - Stigmatopora macropterygia (Duméril, 1870)[112]
    - Stigmatopora nigra (Kaup, 1856)[113]

  - Gènere Stipecampus (Whitley, 1948)[65]
    - Stipecampus cristatus (McCulloch & Waite, 1918)

  - Gènere Syngnathoides (Bleeker, 1851)[114]
    - Syngnathoides biaculeatus (Bloch, 1785)

  - Gènere Syngnathus (Linnaeus, 1758)[115]
    - Syngnathus abaster (Risso, 1826)
    - Syngnathus acicularis (Jenyns, 1842)
    - Syngnathus acus (Linnaeus, 1758)
    - Syngnathus affinis (Günther, 1870)
    - Syngnathus auliscus (Swain, 1882)
    - Syngnathus californiensis (Storer, 1845)
    - Syngnathus caribbaeus (Dawson, 1979)
    - Syngnathus carinatus (Gilbert, 1892)
    - Syngnathus dawsoni (Herald, 1969)
    - Syngnathus euchrous (Fritzsche, 1980)
    - Syngnathus exilis (Osburn & Nichols, 1916)
    - Syngnathus floridae (Jordan & Gilbert, 1882)
    - Syngnathus folletti (Herald, 1942)
    - Syngnathus fuscus (Storer, 1839)
    - Syngnathus insulae (Fritzsche, 1980)
    - Syngnathus leptorhynchus (Girard, 1854)
    - Syngnathus louisianae (Günther, 1870)
    - Syngnathus macrobrachium (Fritzsche, 1980)
    - Syngnathus macrophthalmus (Duncker, 1915)
    - Syngnathus makaxi (Herald & Dawson, 1972)
    - Syngnathus pelagicus (Linnaeus, 1758)
    - Syngnathus phlegon (Risso, 1826)
    - Syngnathus rostellatus (Nilsson, 1855)
    - Syngnathus safina (Paulus, 1992)
    - Syngnathus schlegeli (Kaup, 1856)
    - Syngnathus schmidti (Popov, 1927)
    - Syngnathus scovelli (Evermann & Kendall, 1896)
    - Syngnathus springeri (Herald, 1942)
    - Syngnathus taenionotus (Canestrini, 1871)
    - Syngnathus tenuirostris (Rathke, 1837)
    - Syngnathus typhle (Linnaeus, 1758)
    - Syngnathus variegatus (Pallas, 1814)
    - Syngnathus watermeyeri (Smith, 1963)

  - Gènere Trachyrhamphus (Kaup, 1853)[35]
    - Trachyrhamphus bicoarctatus (Bleeker, 1857)[116]
    - Trachyrhamphus longirostris (Kaup, 1856)[113]
    - Trachyrhamphus serratus (Temminck & Schlegel, 1850)[7]

  - Gènere Urocampus (Günther, 1870)[86]
    - Urocampus carinirostris (Castelnau, 1872)
    - Urocampus nanus (Günther, 1870)

  - Gènere Vanacampus (Whitley, 1951)[117]
    - Vanacampus margaritifer (Peters, 1868)[118]
    - Vanacampus phillipi (Lucas, 1891)[119]
    - Vanacampus poecilolaemus (Peters, 1868)[118]
    - Vanacampus vercoi (Waite & Hale, 1921)[120][121][122]